# Oljutor járás

Az Oljutor járás a Kamcsatkai határterületen

Az Oljutor járás (oroszul Олюторский район) Oroszország egyik járása a Kamcsatkai határterületen. Székhelye Tyilicsiki falu.

## Népesség
- 2002-ben 7 170 lakosa volt.
- 2010-ben 5 040 lakosa volt.